# Nicolas de Kerpel
Nicolas de Kerpel, né le 23 mars 1993, est un joueur de hockey sur gazon international belge évoluant au poste de milieu offensif au K. Herakles HC.

## Palmarès
- Vainqueur de la Coupe du monde de hockey sur gazon 2018
- Vainqueur du Championnat d'Europe de hockey sur gazon 2019[1]